# Jak X
Jak X: Combat Racing (kendt som Jak X i Australien, Syd Afrika og i Storbritannien), er et køre-videospil udviklet af Naughty Dog og udgivet af Sony Computer Entertainment til PlayStation 2 og første udgivelse var i Nord Amerika i 18 oktober 2005. Spillet er inspireret af Naughty Dog' Jak and Daxter serie, men referencerne er lavet til de forrige spil, og er fortrukket som en del af hovedserien.
Jak X er opbygget efter kørestilen fra Jak 3. To sangene fra rockbandet Queens of the Stone Age, navnene er "You Think I Ain't Worth a Dollar But I Feel Like a Millionaire" og "A song for the Dead" (fra albummet Songs for the Deaf) er med i spillet. Det meste af spil-musikken er skrevet af Billy Howerdel fra A Perfect Circle,